# Камбурупітія (підрозділ окружного секретаріату)
Підрозділ окружного секретаріату Камбурупітія — підрозділ окружного секретаріату округу Матара, Південна провінція, Шрі-Ланка. Головне місто - Камбурупітія. Складається з 39 Грама Ніладхарі.

## Демографія
| Кількість Грама Ніладхарі | Площа (км2) | Населення (2012) | Населення (2012) | Населення (2012)  | Населення (2012) | Населення (2012) | Населення (2012) | Густота населення (/км2) |
| Кількість Грама Ніладхарі | Площа (км2) | Сингали          | Ларакалла        | Ланкійські таміли | Індійські таміли | Інші             | Всього           | Густота населення (/км2) |
| ------------------------- | ----------- | ---------------- | ---------------- | ----------------- | ---------------- | ---------------- | ---------------- | ------------------------ |
| 39                        | 60,9        | 40,738           | 10               | 28                | 17               | 10               | 39,438           | 676                      |